# André Van de Vyver
André Van de Vyver (1 augustus 1949) is een Belgisch politicus voor Groen en voormalig burgemeester van Zwijndrecht.

## Levensloop
Van de Vyver was politiek actief in de Antwerpse gemeente Zwijndrecht sinds 1977, waar hij zowel gemeenteraadslid als OCMW-raadslid was voor Agalev. Vanaf 2001 was hij er schepen om in 2007 eerste schepen te worden. In 2012 volgde hij er de overleden burgemeester Willy Minnebo op. Minnebo was destijds de eerste groene burgemeester in Vlaanderen.
Bij de gemeenteraadsverkiezingen van 2012 behaalde Van de Vyver 1.423 voorkeurstemmen als lijsttrekker voor Groen. Daarop sloot hij een coalitie gevormd met de CD&V. De twee betrokken partijen vormden samen een nipte meerderheid van 13 zetels op de 25 in de gemeenteraad van Zwijndrecht.
De gemeenteraadsverkiezingen van 2018 leverden Van de Vyver 1.387 voorkeurstemmen op. Van de Vyver volgde zichzelf op als burgemeester in een coalitie van Groen, CD&V en sp.a. Hij bleef burgemeester tot eind 2024, toen Zwijndrecht opging in de fusiegemeente Beveren-Kruibeke-Zwijndrecht. Vanop de voorlaatste plaats van de Groen-lijst werd Van de Vyver verkozen in de gemeenteraad van deze nieuwe gemeente, maar hij besloot niet te zetelen.